# Mélodie (Disney)
Pour les articles homonymes, voir Mélodie (homonymie).
Mélodie est un personnage de fiction qui est apparu pour la première fois dans le long métrage d'animation  La Petite Sirène 2 : Retour à l'océan (2000).

## Description
Mélodie est la fille unique du prince Eric et de la princesse Ariel. Elle est curieuse et désobéissante envers ses parents. En effet, malgré leurs interdictions, elle va quotidiennement dans l'océan. Pour sa sécurité, elle est surveillée par Sébastien, un crabe qui obéit au grand-père de la jeune fille, le Roi Triton.

## Histoire deLa petite sirène 2 retour à l'océan
À la naissance de Mélodie, la fille de la princesse Ariel et du prince Éric, un baptême fut organisé sur l'océan. Durant cette cérémonie, le roi Triton offre à sa petite-fille un collier avec son nom montrant Atlantica (le royaume des tritons et des sirènes). Mais au moment de lui donner, la méchante sorcière Morgana (la sœur cadette d'Ursula, la méchante sorcière du premier épisode et aussi du premier film) apparaît et s'empare de Mélodie pour la mettre en pâture à Mordicus son énorme requin. Heureusement, cette dernière échappe à Morgana mais celle-ci est introuvable. Afin de protéger sa fille, Ariel demande à son père de ne jamais chercher à voir sa petite-fille et dorénavant, un mur est construit entre le château et l'océan. Pourtant, 12 ans plus tard, Mélodie parvient à aller dans l'océan et elle y trouve le collier qu'elle a reçu à sa naissance. Le soir même, dans sa chambre, elle découvre Atlantica et sa mère la gronde car elle ne l'a pas écoutée. Une dispute éclate alors entre les deux filles. Furieuse contre Ariel, Mélodie va dans l'océan où Morgana lui révèlera le secret du collier. Quelques instants plus tard, Mélodie est métamorphosée en sirène et apprend que la potion ne durera éternellement que si elle va chercher le Trident (symbole du pouvoir) du roi Triton. En compagnie de Tip le pingouin et Flash le gros morse, Mélodie le ramène à Morgana mais, au moment de le lui donner, elle est interrompue par Ariel, qui est redevenue une sirène. Mélodie donne le Trident à Morgana qui l'enferme dans une grotte avec Polochon et prend Ariel comme otage. Enfin, Mélodie, redevenue humaine, s'emparera du Trident le rendra à son grand-père qui enfermera Morgana dans un bloc de glace. Ariel s'en veut de ne pas avoir lui dit la vérité dès le début et Triton lui propose de devenir une sirène. Pour finir, Mélodie détruira le mur qui séparait les deux mondes dont elle était la descendante.

### Apparence
Mélodie est une belle jeune fille aux cheveux noirs âgée de 12 ans.

## Interprète
- Voix originale : Tara Charendoff
- Voix française: Nathalie Fauran
- Voix québécoises : Geneviève Déry et Élizabeth Blouin-Brathwaite (chant)

## Chanson interprétées par Mélodie
- Ce grand moment (For A Moment) avec Ariel dans La Petite Sirène 2 : Retour à l'océan
- Sous le soleil de l'océan (Down to the Sea) avec Eric, Grimbsy, Ariel, les marins, les animaux de la mer, Sébastien et les sirènes dans La Petite Sirène 2 : Retour à l'océan